# Earleria cellularia
Earleria cellularia is een hydroïdpoliep uit de familie Mitrocomidae. De poliep komt uit het geslacht Earleria. Earleria cellularia werd in 1865 voor het eerst wetenschappelijk beschreven door A. Agassiz. 